# 五甲基砷
五甲基砷是一种有机砷化合物，化学式为As(CH3)5。它最初于1973年由Hubert Schmidbaur等人通过三甲基二氯化砷和甲基锂的反应制得，其中三甲基二氯化砷由三甲基砷氯化得到：
As(CH3)3 + Cl2 → As(CH3)3Cl2
As(CH3)3Cl2 + 2LiCH3 → As(CH3)5 + 2LiCl
该反应会产生As(CH3)4Cl和As(CH3)3=CH2两种副产物。
它和醇反应可以得到四甲基烷氧基砷。